# باد غربی (هرمزگان)
باد غربی یکی از بادهای معروف در منطقهٔ استان هرمزگان در جنوب ایران است.
باد غربی بادی بهاری است که از نیمه فروردین تا اوایل تابستان از سمت جنوب به شمال می‌وزد و از بادهای موسمی استان هرمزگان است.